# حشمت‌الله قضایی
حشمت الله قضایی (۱۲۶۳ نهاوند – ۱۳۴۴ تهران) دادستان کل ایران در دولت محمد مصدق بود.

## تحصیلات
حشمت‌الله قضایی در سال ۱۲۶۳ در نهاوند به دنیا آمد. او دارای تحصیلات علوم قدیمیه و اسلامی بود. پدرش میرزا خسرو قضایی، از ملاکین و خوانین نهاوند محسوب می‌شد.

## فعالیت‌های اداری
قضایی در سال ۱۲۹۷ به عدلیه پیوست و در مشاغل گوناگون از ریاست دادگستری ملایر تا مدعی العومی تهران را بر عده داشت. او بعد از ایجاد تشکیلات جدیدی قضائی به مسوولیت داور نیز در این وزارت خانه باقی مانده و توانست در مسوولیتهای مانند رئیس شعبه اول بدایت اصفهان (۱۳۰۸ ش)، رئیس بدایت مشهد (۱۳۱۲ ش)، رئیس شعبه محکمه استان خراسان (۱۳۱۴ ش)، رئیس استیناف استان فارس (۱۳۱۶ ش)، رئیس دادگستری استان هفتم (۱۳۱۸ ش)، رئیس دادگستری استان دهم (۱۳۲۰ ش)، رئیس دیوان کیفر (۱۳۲۰ ش)، رئیس هیئت تجدیدنظر املاک واگذاری (۱۳۲۲ ش)، رئیس دادگاه استان یک و دو (۱۳۲۳ ش)، مستشار دیوان عالی کشور (۱۳۲۵ ش)، رئیس شعبه ۸ دیوان عالی کشور (۱۳۲۵ ش)، رئیس شعبه ۵ دیوان عالی کشور (۱۳۲۸ ش)، رئیس شعبه ۱۰ دیوان عالی کشور (۱۳۲۹ ش)، رئیس شعبه ۵ دیوان عالی کشور (۱۳۳۱ ش) فعالیت کند. او در سال ۱۳۳۱ به دستور عبدالعلی لطفی وزیر دادگستری دولت دکتر مصدق به سمت دادستان کل کشور منصوب شد. وی پس از کودتای ۲۸ مرداد ۱۳۳۲ به دستور زاهدی از سمت دادستان کل کشور کنار گذاشته شد.